# SV 64 Zweibrücken
Der SV 64 Zweibrücken e. V. ist ein Sportverein für Leistungs- und Breitensport. Der Verein wurde 1964 in der westpfälzischen Stadt Zweibrücken gegründet. Bekannt ist der SV 64 vor allem durch seine Handballabteilung, die dem Handball-Verband Saar angehört. Die erste Herrenmannschaft spielt, mit kurzen Unterbrechungen, seit 2012 in der 3. Handball-Bundesliga. Weitere Abteilungen wie Turnen, Volleyball und Fußball haben zurzeit keine aktiven Sportler. Der Verein zählt 580 Mitglieder.

## Geschichte

### 1964–2001
Der SV 64 Zweibrücken wurde am 8. August 1964 in Zweibrücken (Rheinland-Pfalz) als Breitensportverein gegründet. Wandern, Alters- und Frauensport, sowie eine Handball-Freizeitmannschaft zählten in den ersten Gründungsjahren zu den sportlichen Aktivitäten. Da der Verein seinen juristischen Sitz ins nahegelegene Homburg-Einöd im Saarland verlegte, erhielten die Handballer ein Startrecht in der Kreisliga Ost-Saar. Der SV 64 Zweibrücken versteht sich als handballerischer Nachfolger der VB 1901 Zweibrücken, deren ehemals erfolgreiche Feldhandballabteilung seit 1959 nicht mehr am Spielbetrieb teilnahm.
Das sportliche Angebot wurde schon früh um eine engagierte Jugendarbeit erweitert, deren Erfolgsgeschichte die anfänglichen Erwartungen bei Weitem übertrafen. Mehrere Landesmeistertitel der männlichen Jugend, während der 70er Jahre, sollten das Fundament für spätere Aufstiege der ersten Herrenmannschaft werden. 1986 gelang erstmals der Aufstieg in die höchste saarländische Spielklasse. Zwar stieg die Mannschaft in den Folgejahren immer mal wieder ab, schaffte aber auch regelmäßig die Rückkehr und etablierte sich so bis zur Jahrtausendwende als fester Bestandteil in der Oberliga/Saar.

### 2002–2011
1995 übernahm Stefan Bullacher mit gerade einmal 26 Jahren als jüngster Trainer im saarländischen Herrenhandball die erste Herrenmannschaft. Unter seiner Regie stiegen die 64er nicht nur von der Verbandsliga wieder in die Oberliga/Saar (1999) auf, sondern qualifizierten sich 2002 auch für die neugegründete Oberliga/Südwest. Damit trat der Verein erstmals auch überregional in Erscheinung. Die Oberliga/Südwest war ein Zusammenschluss der Landesverbände Rheinhessen, Pfalz und Saar und bildete den Unterbau zur Regionalliga, die ihrerseits ebenfalls deutlich vergrößert wurde. Im ersten Jahr sorgten die Zweibrücker dann für ein dramatisches Novum im deutschen Handball. Obwohl sie jedes zweite Spiel gewinnen konnten, stiegen sie mit einem Verhältnis mit 26:26 Punkten regelkonform wieder ab. Doch bereits im darauffolgenden Jahr gelang der Wiederaufstieg und die überregionale Spielklasse blieb für die nächsten sieben Jahre ihre sportliche Heimat. 2005 wurde die Liga noch um den Landesverband Rheinland erweitert und in Oberliga Rheinland-Pfalz-Saar (RPS) umbenannt. Im gleichen Jahr firmierten die Handballer des SV 64 als „Zweibrücker Löwen“, in Anlehnung an das Wappentier der Stadt Zweibrücken.

### 2012–2022
In der Saison 2011/12 gelang den Zweibrücker Löwen dann erstmals der Aufstieg in die 3. Liga. Nach einem großen personellen Umbruch – viele Leistungsträger verließen den Verein – gewannen die 64er völlig unerwartet die Meisterschaft. Zwar stieg das Team direkt wieder ab, doch im darauffolgenden Jahr 2014 gelang die erneute Meisterschaft und sie kehrten in die 3. Liga zurück. Nach zwei weiteren erfolgreichen Spielzeiten in Liga 3, verließ der langjährige Trainer Stefan Bullacher 2016 nach 21 Jahren den Verein. Es folgten ein schwerwiegender personeller Aderlass und der Abstieg in die Oberliga RPS. Bullacher kehrte 2018 an seine alte Wirkungsstätte zurück, formte eine neue Mannschaft und stieg 2020 mit dem Rekordergebnis von 42:2 Punkten zum dritten Mal in die 3. Liga auf. Die Pokalrunde in der Gruppe Mitte, die nach Abbruch der regulären Saison 2020/2021 gespielt wurde, konnte auf dem 2. Platz beendet werden. Damit gelang die Qualifikation für die Hauptrunde des DHB-Pokals.
In der Saison 2021/22 war in der ersten Runde des DHB-Pokals der Bundesligaaufsteiger TuS N-Lübbecke zu Gast. Das Spiel endete um 23:30. Aus der 3. Liga stieg der Verein nach der Spielzeit 2021/2022 wieder ab. Mit Ablauf der Spielzeit 2022/2023, welche man auf dem 3. Platz der Oberliga Rheinland-Pfalz/Saar abschließen konnte, zog sich Stefan Bullacher als Cheftrainer der ersten Herrenmannschaft zurück und übergab das Amt des Trainers an seinen bisherigen Co-Trainer Klaus-Peter Weinert.

### Ab 2023
Zur neuen Saison 2023/2024 schlossen sich die beiden Vereine SV 64 Zweibrücken und VTZ Saarpfalz zu einer Spielgemeinschaft zusammen und treten bis dato unter der Bezeichnung „SG SV 64/VT Zweibrücken“ auf.

## Frauenhandball
Elf Jahre nach der Vereinsgründung nahm auch erstmals eine Frauenmannschaft am Spielbetrieb des Handball-Verbandes Saar in der untersten Spielklasse teil. Doch auch im weiblichen Bereich beschleunigte die gute Jugendarbeit die weitere sportliche Entwicklung und so schaffte die erste Frauenmannschaft 1987 den Sprung in die Beletage des saarländischen Handballsports. Im Gegensatz zu den Herren gelang es den Frauen allerdings nicht sich langfristig in der Oberliga/Saar zu etablieren. Nach jedem Aufstieg folgte zumeist ein oder zwei Jahre später wiederum der Abstieg. Das änderte sich erst als Dunja Bullacher (geb. Kuhn) zu ihrem Heimatverein zurückkehrte. Die ehemalige Jugendnationalspielerin übernahm 1998, nach ihrer Zeit beim Drittligisten SC Alsweiler, als Spielertrainerin die Verantwortung bei der ersten Frauenmannschaft. In nur vier Jahren stieg das Team unter ihrer Regie von der Verbandsliga in die Oberliga/Saar und von dort aus 2002 sogar in die 3. Liga auf. Das gleiche Kunststück gelang 2005 und auch 2007 unter Trainer Axel Koch noch einmal. Doch alle drei Aufstiege in die dritthöchste deutsche Spielklasse endeten jeweils wieder mit dem direkten Abstieg. Seit 2008 spielen die Zweibrücker Frauen ununterbrochen in der Oberliga Rheinland-Pfalz-Saar (RPS).

### Spielerpersönlichkeit
- Annika Schlegel

## DHB-Pokal
Der SV 64 Zweibrücken nahm sowohl mit der Männermannschaft als auch mit den Frauen, als Pokalsieger des Handball Verbandes Saar, insgesamt fünfmal an der Hauptrunde des DHB-Pokal teil. Fünmaliger Teilnehmer der A-Jugend-Bundesliga (Handball).

## Talentförderung und Jugendarbeit
Die Talentförderung von Gunter Hahn im männlichen Bereich und von Eckhart Schiller, Gerhard Keller bzw. Christian Gauf bei den Mädchen waren Grundlage für die späteren Erfolge der 1980er und 1990er Jahre bei den Aktiven. So wechselte Harry Keller 1975 zum Bundesligisten TuS Nettelstedt, wo er Nationalspieler, Deutscher Pokalsieger und Europapokalsieger wurde.
Da diese zeitintensive Jugendförderung keine Nachfolgegeneration an geeigneten Trainern mehr fand, brach der komplette Nachwuchsbereich der 64er Ende der 1990er Jahre zusammen. 1995 nahm lediglich noch eine E-Jugendmannschaft am Spielbetrieb teil. Zur gleichen Zeit entwickelten Stefan und Dunja Bullacher sowie Christian Gauf und Martin Röhrig ein neues Jugendkonzept. Ab der Saison 1999/2000 gewannen die männlichen und weiblichen Jugendmannschaften von der E- bis zur A-Jugend mehr als 30 Landesmeistertitel und Pokalsiege. Die männliche A-, B- und C-Jugend gehörten 2004, 2009 bzw. 2014 zu den Gründungsmitgliedern der Jugendregionalliga. Besondere Erfolge waren der Gewinn der südwestdeutschen Meisterschaft 2011 (Jahrgang 96/97) mit Trainer Stefan Bullacher und die beiden Teilnahmen an der Deutschen Meisterschaft mit der männlichen B-Jugend unter Trainer Tony Hennersdorf 2015 (Jahrgang 1998/99) und 2016 (Jahrgang 1999/00) bei denen man erst im Viertel- bzw. im Halbfinale ausschied. 2014 führte Martin Schwarzwald die weibliche B-Jugend (Jahrgang 1997/98) zum Gewinn der Bronzemedaille bei der Deutschen Meisterschaft.
2014 stieg die männliche A-Jugend mit Trainer Tony Hennersdorf erstmals in die A-Jugend-Bundesliga auf. Unter seiner Regie folgten bis 2017 drei erfolgreiche Jahre, in denen sich die Jahrgänge 96 (3.), 97 (3.) und 98 (5.) jeweils frühzeitig die Ligazugehörigkeit sicherten. Erst 2018 stiegen die Jungen des Jahrgangs 1999 mit Trainer Christian Schwarzer wieder aus der Bundesliga ab. Zwar schaffte der Jahrgang 2000 mit Klaus Peter Weinert noch einmal den Aufstieg, doch auch diese Mannschaft konnte den Klassenerhalt nicht sichern.
Neben den vielen Mannschaftserfolgen brachte die Jugendarbeit in Zweibrücken auch mehrere Jugend- und Juniorennationalspieler hervor.

## Bekannte ehemalige Spieler und Trainer
- Jerome Müller (Handball-Bundesliga/Eulen Ludwigshafen/TVB Stuttgart)
- Björn Zintel (Handball-Bundesliga/HBW Balingen/ASV Hamm-Westfalen)
- Robin Egelhof (Handball-Bundesliga/Eulen Ludwigshafen)
- Harry Keller (Handball-Bundesliga/TuS Nettelstedt/Füchse Berlin/TURU Düsseldorf)
- Amelie Berger (1.Bundesliga/Bayer Leverkusen/SG BBM Bietigheim/Borussia Dortmund)
- Elisa Burkholder (1.Bundesliga/Bayer Leverkusen/Mainz 05)
- Martin Schwarzwald (1.Bundesliga/Bayer Leverkusen als Trainer)
- Kian Schwarzer (Handball-Bundesliga/TBV Lemgo)